# Wilhelm Heinrich Heintz
Wilhelm Heinrich Heintz (1817 - 1880) fou un químic alemany.
Heintz obtingué el seu doctorat a Berlín el 1844 sota la direcció de Heinrich Rose. Fou un dels sis membres fundadors de la Deutsche Gesellschaft Physikalische i l'únic químic. El 1853 analitzà l'àcid margàric descobrint que no era una substància pura sinó una mescla d'àcid esteàric i àcid palmític.
A la Universitat de Halle, Heintz dirigí el doctorat de Johannes Wislicenus.
El mineral heintzita porta el seu nom.